# Saint-Paul-de-Varax
Saint-Paul-de-Varax – miejscowość i gmina we Francji, w regionie Owernia-Rodan-Alpy, w departamencie Ain.

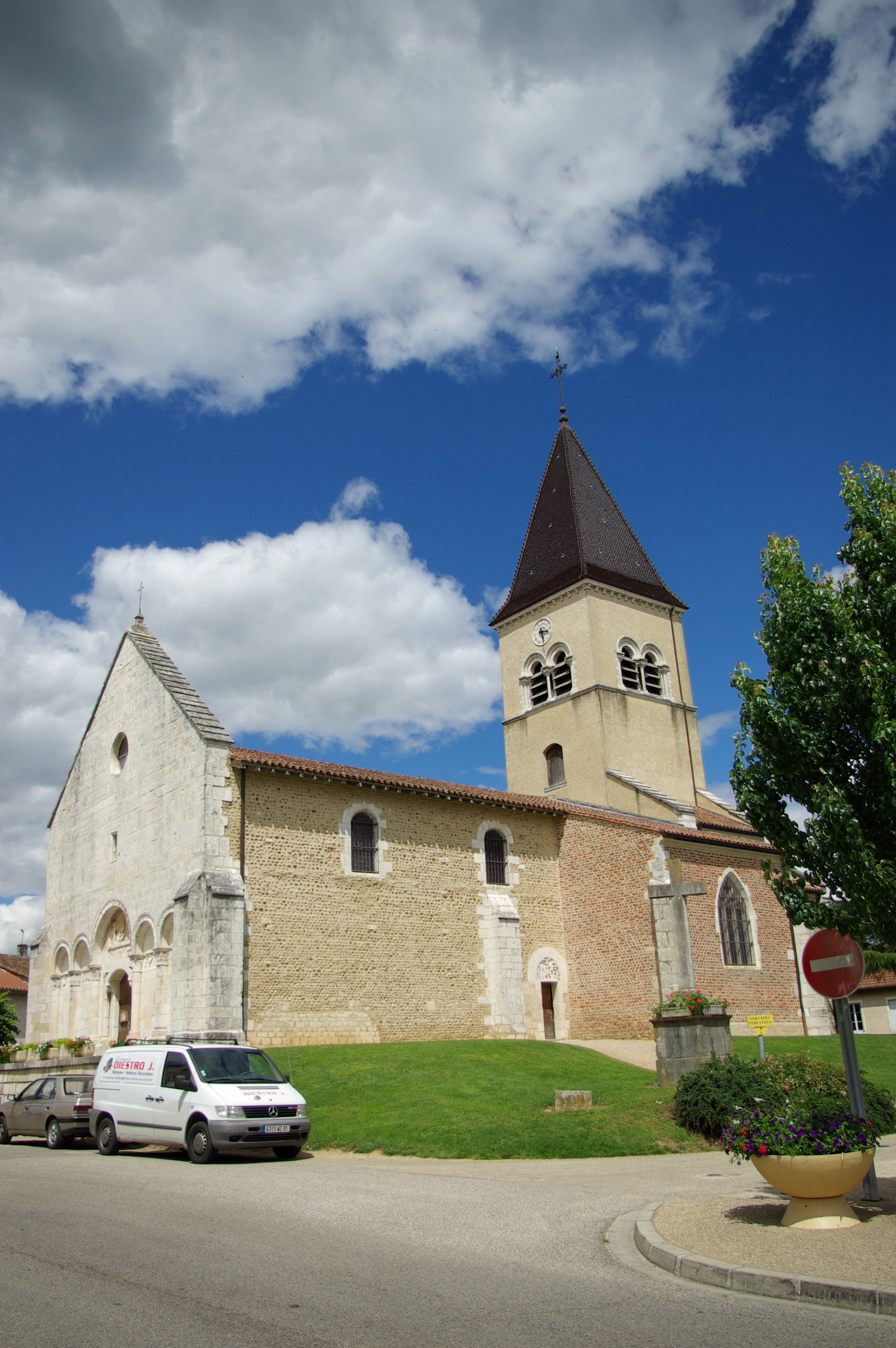
Kościół św. Pawła (2007 r.)

## Demografia
Według danych na styczeń 2012 roku gminę zamieszkiwało 1516 osób, a gęstość zaludnienia wynosiła 58,4 osób/km².